# Église Notre-Dame des Escaliers de Marcevol
L'église Notre-Dame des Escaliers de Marcevol ou église Sainte-Marie-des-Grades de Marcevol (Església de Santa Maria de les grades en catalan) est une église romane située à Arboussols, dans le département français des Pyrénées-Orientales en région Occitanie.

## Localisation
L'église Notre-Dame des Escaliers est située au hameau de Marcevol, à 200 m du prieuré de Marcevol et à environ un kilomètre à l'est du village d'Arboussols, dans la région naturelle du Conflent.

## Historique
L'église est mentionnée pour la première fois en 1088.
Elle fait l'objet d'une inscription au titre des monuments historiques depuis le 30 juillet 1973.

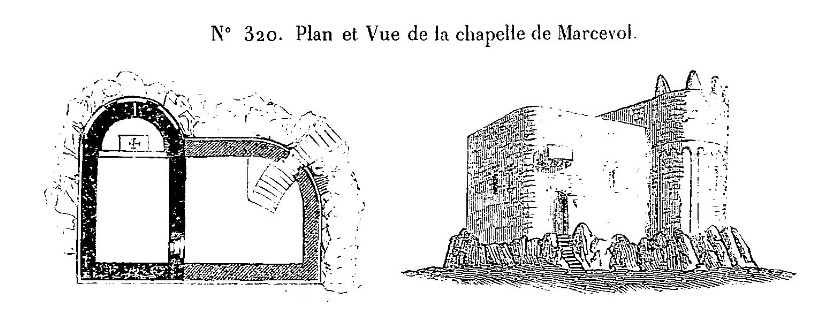
Plan et vue de l'église en 1852.

## Architecture
L'église date des XIe et XIIe siècles.

### Structure
L'église Notre-Dame des Escaliers de Marcevol est un édifice de petite taille, à nef unique et à chevet semi-circulaire. Son enceinte est fortifiée.

### Maçonneries
L'église est édifiée en moellons de teinte brune et est recouverte de tuiles.

### Le chevet roman lombard
Notre-Dame des Escaliers possède un beau chevet de style roman lombard à abside unique, reposant sur un puissant soubassement.
Cette abside présente une décoration de bandes lombardes composées de lésènes et d'arcades groupées par trois.
L'abside est percée d'une fenêtre unique, à simple ébrasement, surmontée d'un arc en plein cintre composé de moellons posés sur champ.

### La nef
L'édifice possède une nef de petite taille dont les façades septentrionales et occidentales sont aveugles.
L'accès à la façade méridionale, dominée par un petit clocheton à baie campanaire unique, se fait par un escalier donnant accès à une petite porte percée dans un mur édifié en moellons grossiers.

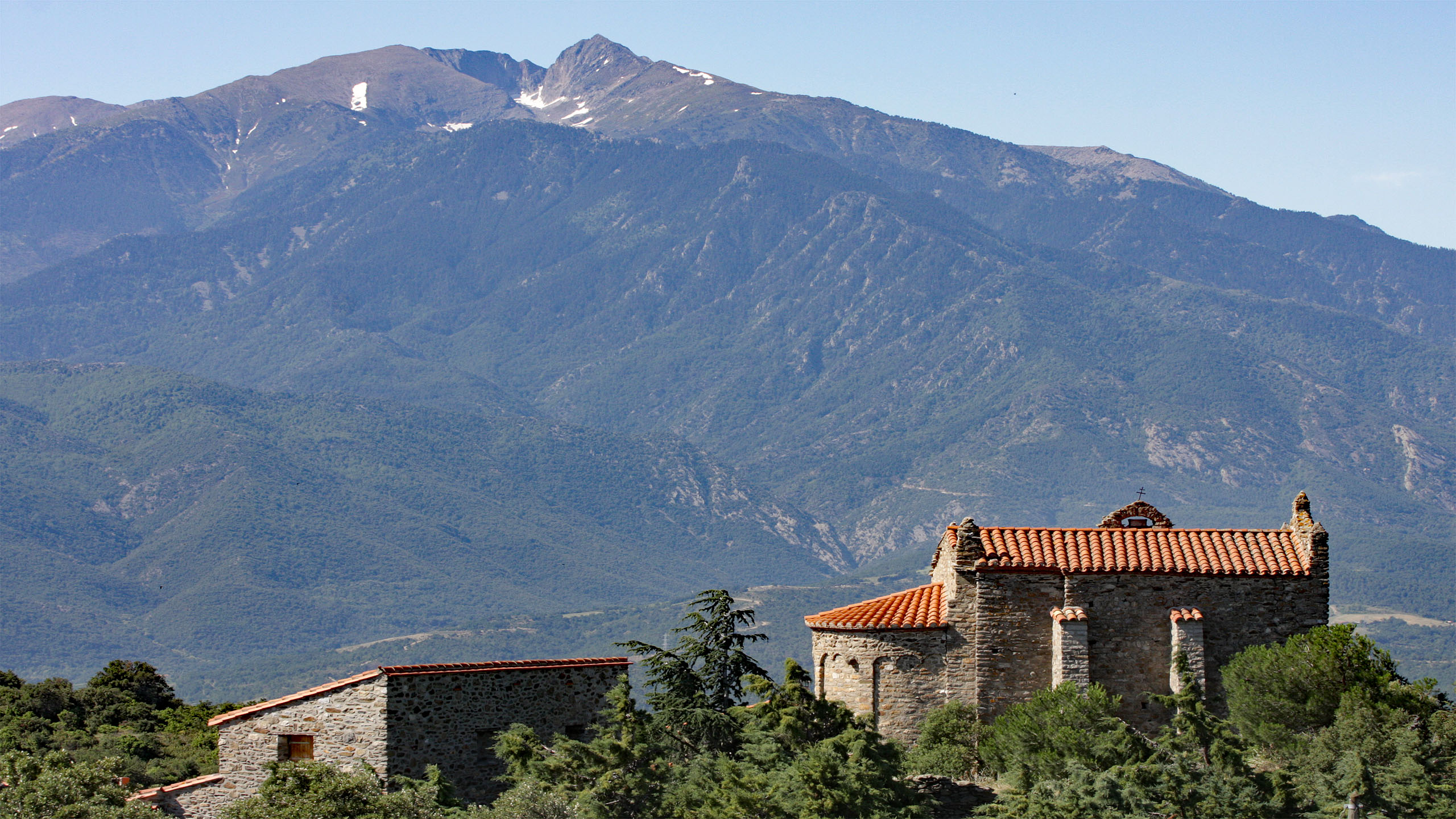
L'église et les montagnes.
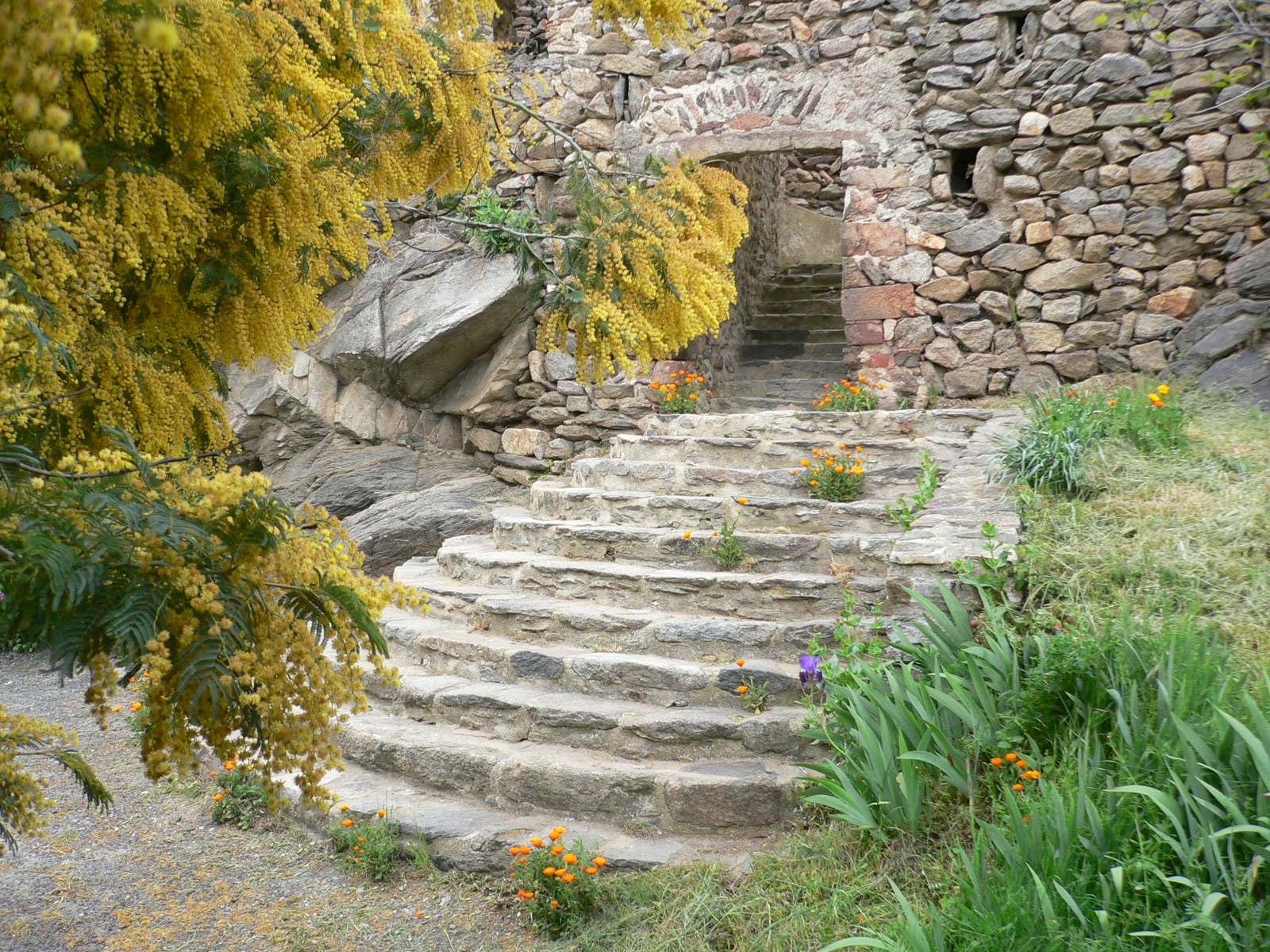
Les escaliers qui mènent à l'église.
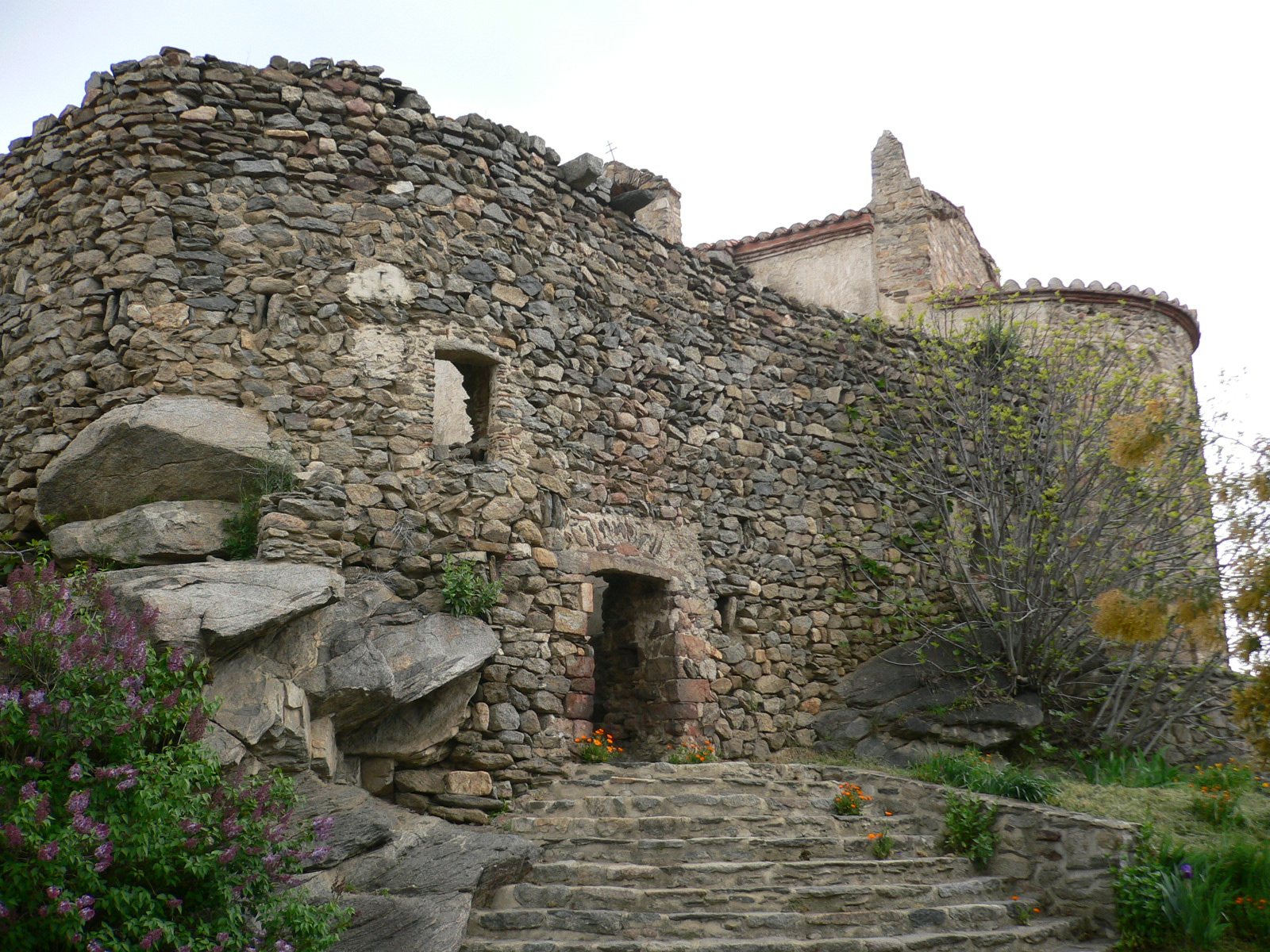
Le mur en moellons.
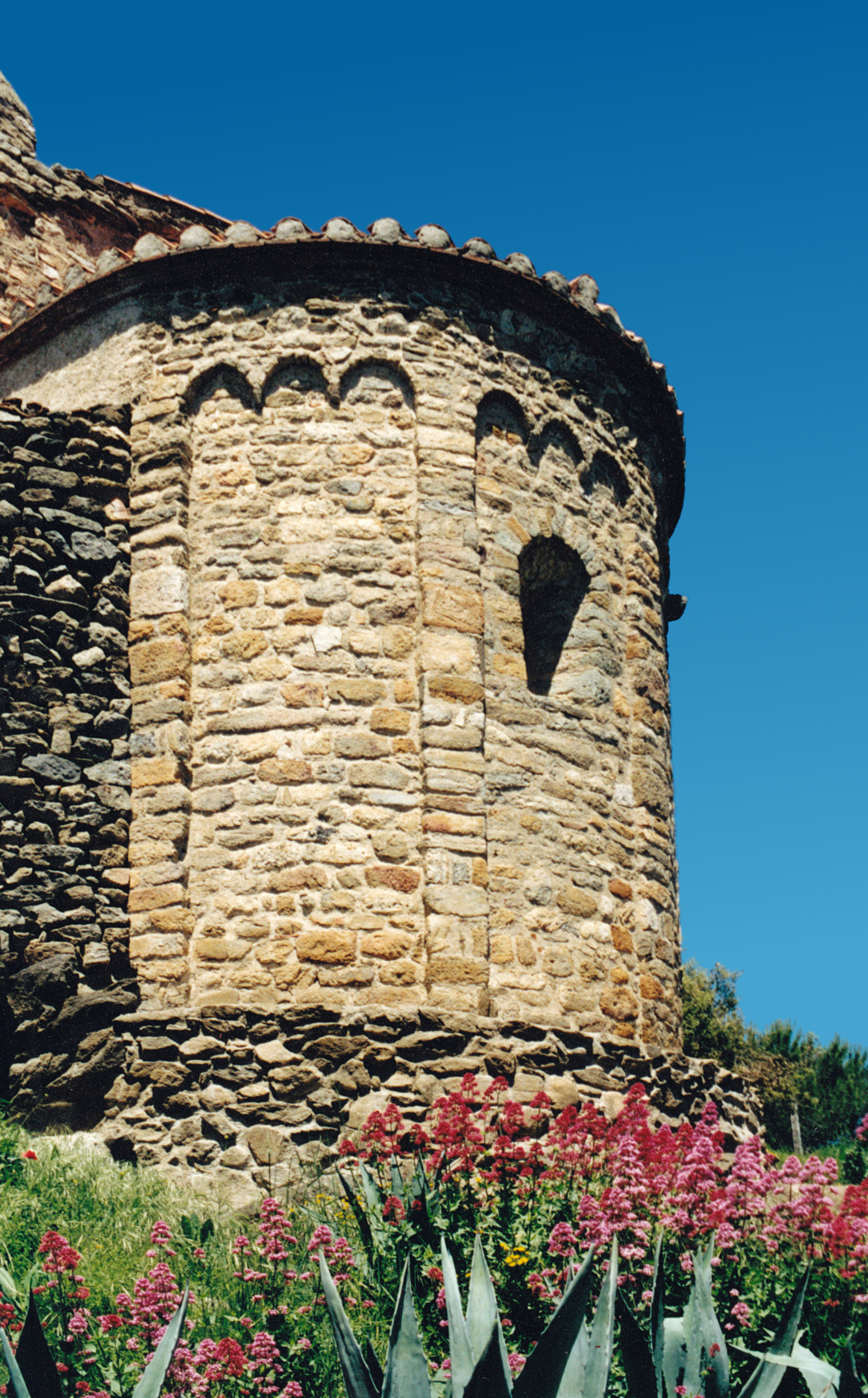
Le chevet.

## Légende
Une légende locale rapporte que la mère de saint Lin, un des tout premiers papes, est inhumée dans l'église. Cette femme aurait traversé les parages, sous une très forte pluie, en portant un sac de farine qui serait restée sèche. À la suite de ce miracle, un pardon aurait été institué et aurait attiré une foule telle que les sentiers « bouillonnaient ».